# Viena Ruiz
Viena Marlene Ruiz Estrada  (Medellín, 1 de marzo de 1968) es una presentadora de televisión, modelo y actriz colombiana.

## Carrera
Viena nació el 1 de marzo de 1968 en la ciudad de Medellín. En 1987 inició una carrera en el modelaje. En 1993 fue seleccionada para protagonizar la telenovela Sólo una mujer junto a Marcelo Cezán y Angie Cepeda, donde interpretó a Natalia Michelena. Un año después el periodista Yamid Amat la seleccionó para que fuera la presentadora de un segmento televisivo llamado "Las cosas secretas", en el que presentaba noticias confidenciales de la vida política y la farándula colombiana. En 1998 el segmento fue trasladado al noticiero del Canal Caracol. En 1999, luego de enterarse de que estaba embarazada de trillizos, decidió retirarse de la actividad periodística para dedicarse a su familia.
En 2023, 24 años después de retirarse de la televisión volvió como presentadora suplente en los programas de Lo se todo del Canal 1 y de Buen día Colombia de RCN

## Filmografía

### Como actriz
- Sólo una mujer (1993) como Natalia Michelena

### Como presentadora
- A Viena lo que es de Viena
- Los ojos de mi calle, RCN Television
- Sección social del Noticias Caracol
- Sección social del Noticias CM&
- Los secretos de Viena, Noticias CM&
- Profesionales al Rescate,0Teleantioquia
- Tardeando,Teleantioquia
- La otra belleza, Tele VID
- Buen día, Colombia Canal RCN